# آزمایش پس از نزدیکی
آزمایش پس از نزدیکی یا تست پس از نزدیکی (انگلیسی: Postcoital test) یا به اختصار «PCT» که به آن تست سیمز، تست هونر، آزمایش سیمز-هونر یا سنجش نفوذ مخاط دهانه رحم هم می‌گویند، آزمایشی برای ارزیابی ناباروری است. این آزمایش تعامل بین اسپرم و مخاط دهانه رحم را بررسی می‌کند. به عبارتی، PCT بقای اسپرم را در مخاط دهانه رحم در طول دوره قبل از تخمک‌گذاری بررسی می‌کند و تعیین می‌کند که آیا اسپرم به سوی دستگاه تولید مثل زنان حرکت می‌کند یا خیر. این آزمایش پیش‌بینی‌کنندهٔ بارداری و احتمال وقوع آن نیست. این تست ۱ تا ۲ روز قبل از تخمک‌گذاری انجام می‌شود، یعنی زمانی که مخاط دهانه رحم با استروژن فراوان تحریک شده است. دمای پایه بدن یا افزایش هورمون لوتئینی در میانهٔ چرخه قاعدگی ممکن است برای تعیین زمان انجام تست استفاده شود. مخاط در عرض ۸ ساعت پس از مقاربت، از کانال آندوسرویکال خارج می‌شود تا مورد بررسی قرار گیرد. وجود هر گونه اسپرم متحرک رو به جلو در مخاط قلیایی نشان‌دهنده روش مناسب مقاربت (نزدیکی زوج‌ها) و یک تعامل طبیعی مخاط دهانه رحم و اسپرم است.آزمایش سیمز-هونر نامش را از «هری ام. سیمز» (متخصص آمریکایی زنان و زایمان شاغل در بوستون) و «مکس هونر» می‌گیرد.

## روش انجام
تست را نزدیک به تخمک‌گذاری که ترشحات مخاطی فراوان است انجام می‌دهند، و از زوج نابارور خواسته می‌شود تا آمیزش جنسی داشته باشند، ترجیحاً در ساعات اولیه صبح روزی که فرار است تست انجام شود. چند ساعت بعد (معمولاً ۲ ساعت) زن، توسط پزشک معاینه می‌شود. مخاط از کانال دهانه رحم جمع‌آوری می‌شود و روی یک لام شیشه‌ای گسترده می‌شود. یک اسمیر هم از فورنیکس خلفی به عنوان نمونهٔ کنترل تهیه می‌شود. وجودِ ۱۰–۵۰ اسپرم متحرک در هر میدان میکروسکوپی با توان بالا طبیعی در نظر گرفته می‌شود. حرکت چرخشی یا لرزان اسپرم نشان دهنده وجود آنتی‌بادی ضد اسپرم است. مخاط دهانه رحم همچنین از نظر کیفیت، چگالی و تست فرن (ارزیابی سرخسی شدن مخاط) بررسی می‌شود.
یک PCT ضعیف ممکن است نشان دهنده مشکلات اسپرم یا مخاط باشد، از جمله احتمالاً وجود عوامل ایمنی که اسپرم را غیرفعال می‌کند. همچنین مشکلات تخمک گذاری و روش مقاربت ممکن است بر این آزمایش تأثیر بگذارد. انجام این آزمایش در صورت وجود عفونت دهانه رحم بی فایده است.
امروزه با به‌کارگیری اصول پزشکی مبتنی بر شواهد، نقش این تست زیر سؤال رفته و استفاده از آن بحث‌برانگیز شده است.